# منتخب البرتغال لكرة القدم للسيدات
منتخب البرتغال لكرة القدم للسيدات (بالبرتغالية: Seleção Portuguesa de Futebol Feminino‏) هو منتخب كرة قدم نسائية يمثل جمهورية البرتغال ويشرف عليه اتحاد البرتغال لكرة القدم. لم يسبق له التأهل إلى كأس العالم للسيدات، بينما تأهل مرة واحدة إلى بطولة أمم أوروبا للسيدات عام 2017.